# سياسة بولندا

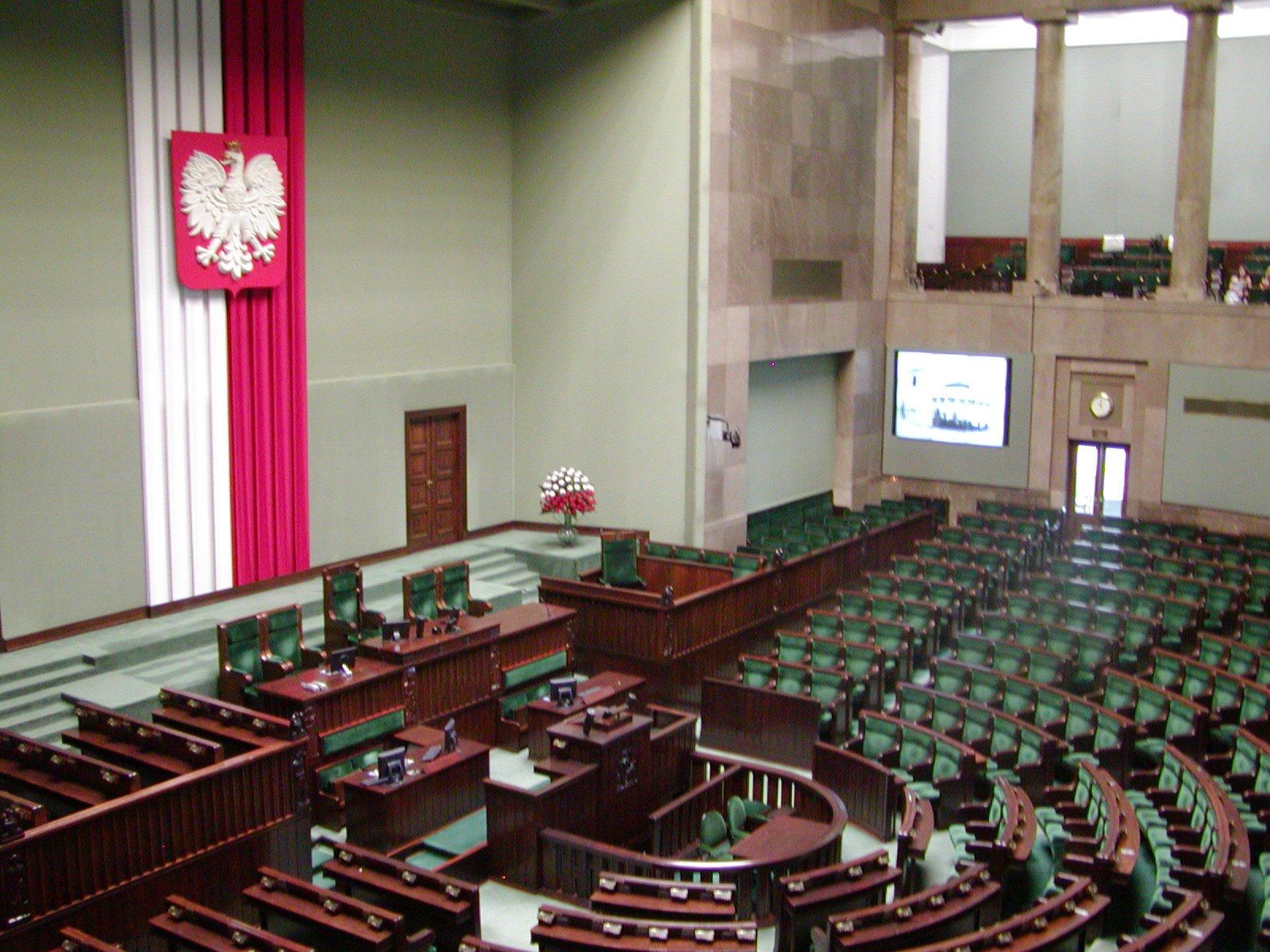

سياسة بولندا تجري في إطار جمهورية برلمانية ديمقراطية تمثيلية، حيث رئيس الوزراء هو رئيس الحكومة نظام التعددية الحزبية ورئيس الجمهورية هو رئيس الدولة.
وتمارس السلطة التنفيذية من قبل مجلس الوزراء. تناط السلطة التشريعية في كل من الحكومة ومجلسي البرلمان (والتي تعرف معا بنفس الاسم للغاية ومجلس النواب "مجلس النواب")، مجلس النواب ومجلس الشيوخ. السلطة القضائية مستقلة عن السلطتين التنفيذية والتشريعية.
وتمارس السلطة التنفيذية من قبل الحكومة، التي تتكون من مجلس الوزراء برئاسة رئيس الوزراء. وعادة ما يتم اختيار أعضائها من تحالف الغالبية في مجلس النواب في البرلمان (مجلس النواب)، على الرغم من استثناءات لهذه القاعدة ليست غير شائعة. وأعلنت الحكومة رسميا من قبل الرئيس، ويجب تمرير اقتراح من الثقة في مجلس النواب في غضون اسبوعين.
تناط السلطة التشريعية في كل من الحكومة ومجلسي البرلمان، مجلس النواب ومجلس الشيوخ. وينتخب أعضاء البرلمان على أساس التمثيل النسبي، بشرط أن الأعراق غير أقلية الأطراف يجب أن كسب ما لا يقل عن 5 ٪ من الأصوات على المستوى الوطني لدخول مجلس النواب. هي ممثلة حاليا أربعة أحزاب. الانتخابات البرلمانية تحدث على الأقل كل أربع سنوات.
رئيس الجمهورية باعتباره رئيس الدولة، هو القائد الأعلى للقوات المسلحة وله سلطة الاعتراض على التشريعات التي يقرها البرلمان، ولكن بخلاف ذلك، على دور ممثل في معظم الأحيان. الانتخابات الرئاسية تحدث كل 5 سنوات.
ويعرف النظام السياسي في الدستور البولندي، والتي تضمن أيضا مجموعة واسعة من الحريات الفردية.
الفرع القضائي يلعب دورا ثانويا في السياسة، وبصرف النظر عن المحكمة الدستورية، والتي يمكن إلغاء القوانين التي تنتهك الحريات المكفولة في الدستور.